# Der Mann mit den drei Frauen
Der Mann mit den Drei Frauen ist eine Operette in 3 Akten des Komponisten Franz Lehár und des Librettisten Julius Bauer. Die Uraufführung fand am 21. Januar 1908 im Theater an der Wien in Wien statt.

## Handlung
Hans Zipser, der Geschäftsführer und Reiseleiter eines Reisebüros in Wien, lebt in Wien mit seiner Frau Lori. Gleichzeitig unterhält er aber auch in Paris und London jeweils eine Geliebte. Dienstlich kommt er oft in diese Städte, und bei diesen Gelegenheiten trifft er sich dann dort mit der jeweiligen Frau. In Paris ist das Coralie, eine ehemalige Balletttänzerin, und in London ist es Olivia, eine Hotelbesitzerin. Sein Chef, Baron Hühneberg ist wiederum sehr an Zipsers Frau Lori interessiert. Diese aber weist ihn mit dem Hinweis ab, dass sie schon verheiratet sei. Hühneberg erzählt Lori von den Verhältnissen ihres Mannes in Paris und London, doch diese will es nicht glauben. In dieser Situation lässt Hühneberg Lori eine Erklärung unterzeichnen, in der sie einwilligt, mit ihm ein Liebesverhältnis einzugehen, sobald er (Hühneberg) den Beweis für die Untreue ihres Mannes erbracht habe. Inzwischen ist Hans wieder einmal nach Paris gereist, wo er sich mit Coralie trifft, die inzwischen eine Anstandsschule leitet. Praktischerweise hat Hans die Pariser Filiale des Reisebüros in unmittelbarer Nähe von Coralies Haus eingerichtet. Baron Hühneberg und Lori sind Hans nachgefahren, und Lori muss die Wahrheit erkennen und die Untreue ihres Mannes einräumen. Trotzdem zögert sie ihr Versprechen einzulösen. Hans reist weiter nach London und trifft sich mit seiner dortigen Geliebten Olivia in deren Hotel, wo er auch die Filiale des Reisebüros eingerichtet hat. Für Hans wird es bald darauf sehr eng. Lori, Coralie und Baron von Hühneberg sind ihm nach London gefolgt. Die drei Frauen treffen aufeinander und machen Hans eine Szene. Für ihn kommt es noch schlimmer, als er von der unterschriebenen Erklärung seiner Frau gegenüber Hühneberg erfährt. Er ist rasend eifersüchtig. Ausgerechnet er redet nun von Scheidung wegen Untreue. Nach einigem Hin und Her wendet sich alles, in klassischer Operettentradition, zum Guten. Hans bleibt bei seiner Frau.

## Rezeption
Das Werk wurde vom Publikum gut aufgenommen. In vier Monaten wurde es 82 Mal gespielt. Lehárs Musik wirkte gleichermaßen volkstümlich und kabarettistisch. Erstmals baute er, wenn auch noch in bescheidenem Umfang, chinesische Musik in eines seiner Bühnenwerke ein. Im Lauf der Jahre nahm die Beliebtheit dieser Operette aber stark ab. Sie verschwand nach und nach von den Spielplänen, was auch an einem Überangebot von solchen Werken lag, die sich mehr oder weniger gegenseitig von den Spielplänen der Theater verdrängten. Heute wird das Werk kaum noch aufgeführt.

## Musiknummern nach der Partitur
Nr. 1 Introduktion: Mein Herr, mein Herr ich bitte sehr (Butzi, Chor)
Nr. 2 Lied: Strohwitwe sein...Mein Kind so tröst dich doch (Lori, Hans, Butzi)
Nr. 3 Duett: Bienchen summt nicht mehr ...Ich liebe meine Häuslichkeit (Lori, Hans)
Nr. 4 Lied: Das haben die Weiber so gern...Ach der Mann kommt leicht zu Falle (Hans)
Nr. 5 und 5a Szene: Bitte lesen Sie ..... Rächen, rächen will ich mich (Lori, Baron, Wendelin)
Nr. 6 Tanzduett: Böser Mann, hör mal an (Lori, Hans)
Nr. 7 Finale I: Das Lied von der Roten Mühle (Alle bisherigen)
Nr. 8 Introduktion (zum 2. Akt): Eins, zwei, immer exerzieren (Major)
Nr. 9 Lied: Rosen ohne Zahl (Coralie)
Nr. 10 Walzer-Duett: Liebchen komm (Coralie, Major)
Nr. 10a Melodram: War das wieder eine schöne Geschichte (Coralie, Lori)
Nr. 11 Terzett: Ich bin eine Frau von Temperament (Lori, Coralie, Hans)
Nr. 12 Signal-Duett: Es wär so schön im Menschenleben (Lori, Hans)
Nr. 13 Tanz und Melodram: Ach, Rosen ohne Zahl (Coralie, Pensionärinnen)
Nr. 13a Szene: Kommt herbei (Pensionärinnen)
Nr. 14 Finale II: Szene (Alle bisherigen)
Nr. 14a Intermezzo (Orchester)
Nr. 15 Couplet: So wird halt jede Nation selig nach ihrer Facon (Hans)
Nr. 16 Tanz-Duett: Kenne gar viele Damen (Coralie, Major)
Nr. 17 Sextett: Mein überzärtliches Gemüt (Lori, Coralie, Olivia, Major, hans, Baron)
Nr. 18 Finale III (Schlussgesang): Nun marschieren wir nach Wien (Alle)

## Tonträger
Im Jahre 1908 wurden sechzehn Schallplatten von der damaligen Deutsche Grammophon-Gesellschaft aufgenommen, auf denen die originalen Sänger und Sängerinnen, u. a. Mizzi Günther (Lori), Louise Kartousch (Coralie) und Ludwig Herold (Hans), eine Auswahl von Stücken aus der Operette 'unter persönlichen Leitung des Komponisten' (so steht es auf den Schildchen der Platten) gesungen haben.
Eine Gesamtaufnahme der Operette wurde im Jahr 1955 unter der Leitung von Max Schönherr eingespielt. Es sangen und spielten der Chor und das Orchester des Wiener Rundfunks. Als Solisten wirkten u. a. mit: Rudolf Christ, Erika Forsell-Feichtinger, Magda Steiner, Ottilie Roscher, Fritz Sperlbauer und Edy Urban. Diese Einspielung kam im Jahr 2010 als Doppel-CD unter dem Label Cantus Classics heraus. Als Kurzouvertüre erklingen auf dieser Aufnahme die Walzer Lippen schweigen und Ballsirenen aus der Lustigen Witwe. Eine eigene Ouvertüre für diese Operette scheint es nicht zu geben, jedenfalls ist auch im Klavierauszug keine zu finden. Max Schönherr hat bei der Einspielung der Operette, wohl um die Hörer auf die Entstehungszeit einzustimmen, die beiden Walzer aus der Lustigen Witwe, die auch passend erscheinen, als Kurzouvertüre eingebaut.

## Weblink
- Online Klavierauszug